# N,N-Діізопропілетиламін
N,N-Діізопропілетиламін або основа Гюніга  (англ. N,N-diisopropylethylamine, Hünig's base) — третинний амін, що отримав свою назву на честь німецького хіміка Зиґфріда Гюніга. Особливість цієї сполуки полягає в тому, що через стеричний ефект ізопропілових груп вона не утворює четвертинних сполук амонію; натомість, лише протон має достатньо малий розмір, щоби взаємодіяти з вільною електронною парою азоту. Таким чином, діізопропілетиламін застосовується як ненуклеофільна органічна основа, доповнюючи тріетиламін у тих випадках, коли в реакційній суміші є, наприклад, галогеноалкани.

## Одержання
Основа Гюніга є коммерційно доступною. Традиційно її одержують шляхом алкілювання діізопропіламіну діетилсульфатом. У промислових масштабах цю сполуку отримують в результаті реакції діізопропіламіну, оцтового альдегіду й водню в присутності каталізаторів — оксидів платини або цирконію — при температурі від 100 °С до 150 °С та підвищеному тиску.

## Властивості й застосування
Через дуже низьку нуклеофільність діізопропілетиламін часто застосовується як основа в реакціях алкілювання вторинних амінів з галогеноалканами; галогеноводнева кислота, яка утворюється як ко-продукт, зв'язується з ним, утворюючи діізопропіламонійгалогенид, який випадає у вигляді осаду. Без додавання діізопропілетиламіну, кислота б реагувала із вторинним аміном, що значно знизило би відносний вихід реакції.
Також основа Гюніга використовується не тільки як основа, але і в якості синтетичного будівельного блоку в реакції з дихлородисульфідом {\displaystyle {\ce {Cl-S-S-Cl}}}; у присутності каталітичної кількості DABCO ці сполуки утворюють скорпіонін: